# Convention d'Helsinki

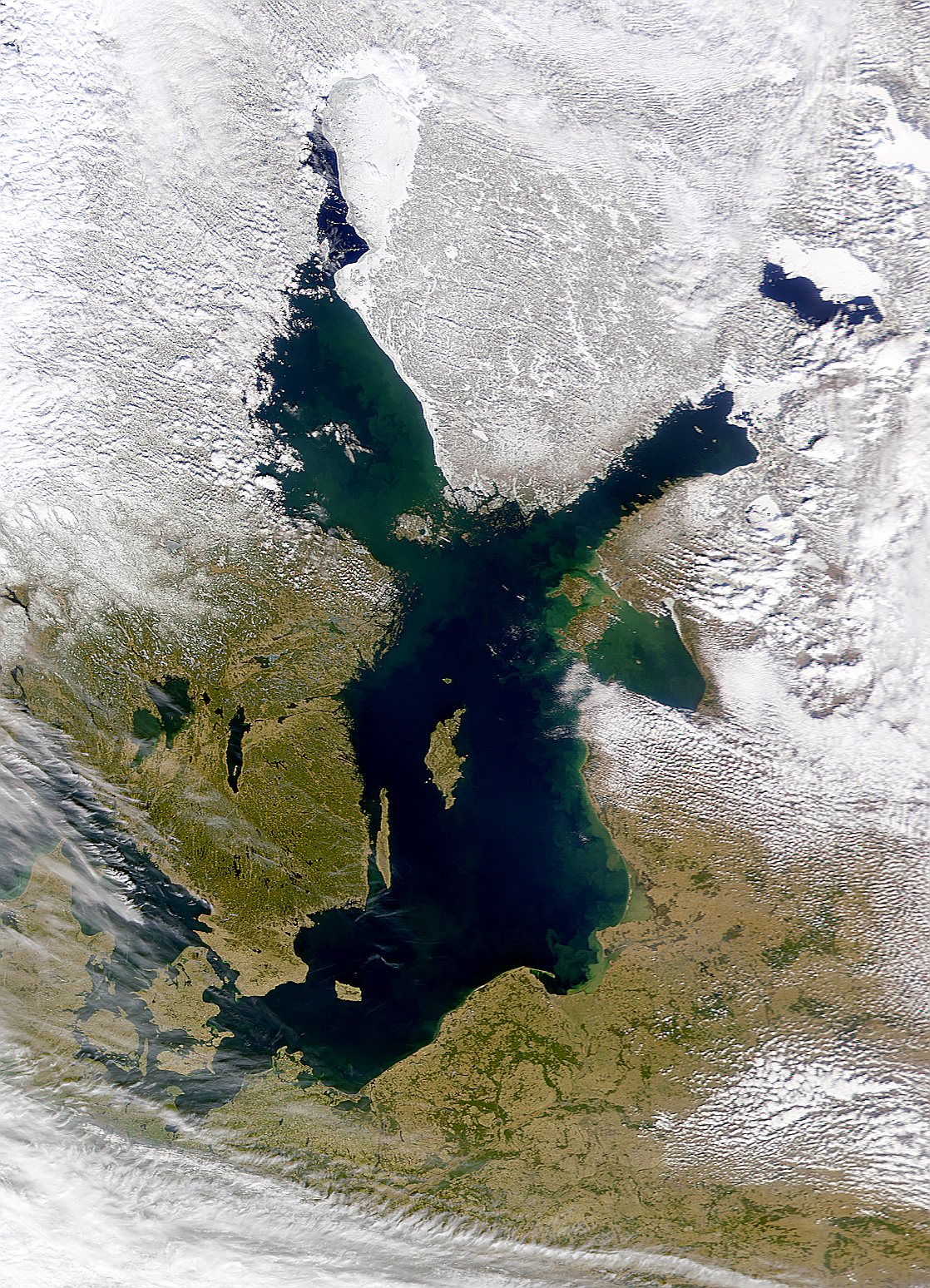
Photographie de la Mer Baltique vu depuis un satellite de la NASA en 2000.

La Convention pour la protection du milieu marin dans la zone de la Mer Baltique dite Convention d'Helsinki à la suite de sa signature à Helsinki (Finlande) le 22 mars 1974 est entrée en vigueur en 1980. Elle a été remplacée en 1992 par une nouvelle convention, entrée en vigueur le 17 janvier 2000. 
Pour les espaces maritimes qu'elle concerne, elle poursuit des objectifs assez proches de ceux de la Convention OSPAR pour l'Atlantique Nord-Ouest, avec laquelle elle a des échanges réguliers. Outre les polluants classiques (métaux lourds, POPs, pesticides, engrais, marées noires, déchets (dont radioactifs), ces deux institutions traitent des conséquences probables des modifications climatiques induites par l'effet de serre et des séquelles de guerre avec le problème des munitions immergées qui est une des causes aggravantes possibles de l'apparition de zones mortes en Baltique. La Mer Baltique est plus fragile en raison de son caractère fermé.

## Organe principal
L'organe principal pour la mise en œuvre de la Convention d'Helsinki est la Commission d'Helsinki (HELCOM), basée à Helsinki.

## Parties à la convention
Neuf États sont parties à la Convention HELCOM, plus l'Union européenne.
- Allemagne
- Danemark
- Estonie
- Fédération de Russie
- Finlande
- Lettonie
- Lituanie
- Pologne
- Suède
- Union européenne